# Dubusia
Dubusia är ett fågelsläkte i familjen tangaror inom ordningen tättingar. Släktet omfattar fyra arter som förekommer i Anderna från Colombia till västra Bolivia:
- Silverbrynad bergtangara (D. taeniata)
- Streckkronad bergtangara (D. stictocephala)
- Ockrastrupig bergtangara (carrikeri)
- Kastanjebukig bergtangara (D. castaneoventris)

Kastanjebukig bergtangara placerades tidigare som ensam art i släktet Delothraupis. I släktet inkluderas även ibland rostbukig bergtangara (Pseudosaltator rufiventris), tidigare placerad i släktet Saltator.